# Postliminale C*-Algebra
Postliminale C*-Algebren bilden eine in der Mathematik betrachtete Klasse von C*-Algebren. Alternative Bezeichnungen, die weiter unten motiviert werden, sind  GCR-Algebra oder Typ-I-C*-Algebra. Es handelt sich um eine Verallgemeinerung der Klasse der liminalen C*-Algebren.

## Definition
Eine C*-Algebra {\displaystyle A} heißt postliminal, wenn für jedes echte, abgeschlossene, zweiseitige Ideal {\displaystyle I\subset A} die Quotientenalgebra {\displaystyle A/I} ein von {\displaystyle \{0\}} verschiedenes liminales Ideal enthält.
Damit ist der Begriff der postliminalen C*-Algebra auf den der liminalen C*-Algebra zurückgeführt und stellt offenbar eine Verallgemeinerung dar. Das wird auch durch die erste der folgenden Charakterisierungen deutlich.

## Charakterisierungen

### Bilder irreduzibler Darstellungen
Ist {\displaystyle \pi } eine irreduzible Darstellung der C*-Algebra {\displaystyle A} auf dem Hilbertraum {\displaystyle H}, so enthält {\displaystyle A/{\mbox{ker}}(\pi )} nach Definition ein von {\displaystyle \{0\}} verschiedenes liminales Ideal. Man kann zeigen, dass durch {\displaystyle {\tilde {\pi }}(a+{\mbox{ker}}(\pi )):=\pi (a)} eine irreduzible Darstellung {\displaystyle {\tilde {\pi }}} dieses Ideals definiert wird. Da {\displaystyle I} liminal ist, fällt das Bild {\displaystyle {\tilde {\pi }}(I)} mit der Algebra {\displaystyle K(H)} der kompakten Operatoren zusammen und daraus folgt {\displaystyle \pi (A)\supset K(H)}.
Das Bild einer jeden irreduziblen Darstellung umfasst also die kompakten Operatoren und davon gilt sogar die Umkehrung:
- Eine C*-Algebra {\displaystyle A} ist genau dann postliminal, wenn {\displaystyle \pi (A)\supset K(H)} für jede irreduzible Darstellung {\displaystyle \pi :A\rightarrow L(H)} von {\displaystyle A}.

Für liminale C*-Algebren hat man eine fast gleich lautende Charakterisierung, die Inklusion ist lediglich durch eine Gleichheit ersetzt (siehe Artikel liminale C*-Algebra). Da man liminale C*-Algebren wegen dieser Beziehung zu den kompakten Operatoren auch CCR-Algebren nennt (CCR=completely continuous representations), heißen postliminale C*-Algebren aus demselben Grunde auch GCR-Algebren (GCR = generalized completely continuous representations).

### Kompositionsreihen
Eine Kompositionsreihe einer C*-Algebra {\displaystyle A} ist eine Familie {\displaystyle (I_{\beta })_{0\leq \beta \leq \alpha }} von abgeschlossenen, zweiseitigen Idealen {\displaystyle I_{\beta }\subset A}, wobei
1. {\displaystyle \alpha } ist eine Ordinalzahl ({\displaystyle \beta } durchläuft also alle Ordinalzahlen bis {\displaystyle \alpha } einschließlich.)
2. {\displaystyle I_{0}\,=\,\{0\}} und {\displaystyle I_{\alpha }\,=\,A}.
3. Für {\displaystyle 0\leq \beta \leq \gamma \leq \alpha } gilt {\displaystyle I_{\beta }\subset I_{\gamma }}
4. Ist {\displaystyle \gamma \in [0,\alpha ]} eine Limeszahl, so ist {\displaystyle I_{\gamma }} der Abschluss von {\displaystyle \bigcup _{0\leq \beta <\gamma }I_{\beta }}.

Mit dieser Begriffsbildung kann man folgende Charakterisierung beweisen:
- Eine C*-Algebra {\displaystyle A} ist genau dann postliminal, wenn es eine Kompositionsreihe {\displaystyle (I_{\beta })_{0\leq \beta \leq \alpha }} von {\displaystyle A} gibt, so dass alle Quotienten {\displaystyle I_{\beta +1}/I_{\beta }} liminal sind.

### Typ I
Eine Darstellung {\displaystyle \pi :A\rightarrow L(H)} einer C*-Algebra {\displaystyle A} heißt vom Typ I, falls die vom Bild {\displaystyle \pi (A)} erzeugte Von-Neumann-Algebra vom Typ I ist, das heißt wenn der Bikommutant {\displaystyle \pi (A)''\subset L(H)} eine Typ I Von-Neumann-Algebra ist.
- Eine C*-Algebra {\displaystyle A} ist genau dann postliminal, wenn jede Darstellung vom Typ I ist.

Daher nennt man postliminale C*-Algebren auch Typ-I-C*-Algebren. Diese Bezeichnung kann aber zur Verwirrung Anlass geben, denn eine Typ I Von-Neumann-Algebra, die ja auch eine C*-Algebra ist, ist im Allgemeinen keine Typ-I-C*-Algebra, wie das Beispiel {\displaystyle A=L(H)} mit unendlich-dimensionalem Hilbertraum {\displaystyle H} zeigt.

### Spektrum
Ist {\displaystyle [\pi ]} eine Äquivalenzklasse irreduzibler Darstellungen von {\displaystyle A}, also ein Element des Spektrums {\displaystyle {\hat {A}}}, so hängt das Ideal {\displaystyle {\mbox{ker}}(\pi )} nur von der Äquivalenzklasse {\displaystyle [\pi ]} und nicht von der konkreten Darstellung {\displaystyle \pi } ab. Da die Kerne irreduzibler Darstellungen definitionsgemäß die primitiven Ideale sind, ist die Kernbildung, {\displaystyle [\pi ]\mapsto \ker(\pi )}, eine Abbildung {\displaystyle {\hat {A}}\to {\mbox{Prim}}(A)} vom Spektrum in den Raum der primitiven Ideale. Diese ist nach Konstruktion surjektiv, im Allgemeinen aber nicht injektiv.
- Ist {\displaystyle A} eine postliminale C*-Algebra, so ist die Kernabbildung {\displaystyle {\hat {A}}\to {\mbox{Prim}}(A)} injektiv. Ist {\displaystyle A} separabel, so gilt hiervon die Umkehrung.

Eine mögliche Umkehrung dieser Aussage auch im Falle nicht-separabler C*-Algebren ist offen, jedenfalls wäre sie im Rahmen der Zermelo-Fraenkel-Mengenlehre mit Auswahlaxiom nicht beweisbar, wie die Konsistenz eines Gegenbeispiels zum Naimark-Problem zeigt.

## Beispiele
- Liminale C*-Algebren sind postliminal.

- Es sei {\displaystyle T} die vom Shiftoperator {\displaystyle s\in L(\ell ^{2})} erzeugte C*-Algebra, die sogenannte Toeplitz-Algebra (nach Otto Toeplitz). Da {\displaystyle 1-s^{n}s^{*n}} die Orthogonalprojektion auf den von den Basisvektoren {\displaystyle e_{1},\ldots e_{n}\in \ell ^{2}} erzeugten Unterraum und damit ein kompakter Operator  ist, kann man zeigen, dass {\displaystyle K(H)\subset T}. Weiter gilt, dass {\displaystyle T/K(H)\cong C(S^{1})}, wobei {\displaystyle S^{1}\subset \mathbb {C} } die Kreislinie ist, denn {\displaystyle T/K(H)} wird von der Restklasse {\displaystyle s+K(H)} erzeugt, und diese hat die Kreislinie als Spektrum. Man hat sogar eine exakte Sequenz

.
Jedenfalls ist durch {\displaystyle I_{0}:=\{0\},I_{1}:=K(H),I_{2}:=T} eine Kompositionsreihe von {\displaystyle T} gegeben, und die Quotienten  {\displaystyle T/K(H)\cong C(S^{1})} und {\displaystyle K(H)/\{0\}\cong K(H)} sind liminal. Daher ist T postliminal, aber nicht liminal, denn {\displaystyle {\mbox{id}}_{T}:T\rightarrow L(\ell ^{2})} ist eine irreduzible Darstellung, die den nicht-kompakten Operator {\displaystyle s} im Bild enthält.
- {\displaystyle L(\ell ^{2})} ist ein Beispiel für eine C*-Algebra, die nicht postliminal ist. Die Calkin-Algebra ist ein weiteres Beispiel einer nicht-postliminalen C*-Algebra.

## Eigenschaften
- Eine Unter-C*-Algebra einer postliminalen C*-Algebra ist wieder postliminal.
- Ist {\displaystyle I\subset A} ein abgeschlossenes, zweiseitiges Ideal in der postliminalen C*-Algebra {\displaystyle A}, so ist auch {\displaystyle A/I} postliminal.
- Ist {\displaystyle I\subset A} ein abgeschlossenes, zweiseitiges Ideal in der C*-Algebra {\displaystyle A} und sind {\displaystyle I} und {\displaystyle A/I} postliminal, so ist auch {\displaystyle A} postliminal.
- Postliminale C*-Algebren sind nuklear.
- Ist {\displaystyle A} postliminal, so besitzt {\displaystyle A} eine Kompositionsreihe {\displaystyle (I_{\beta })_{0\leq \beta \leq \alpha }}, so dass alle Quotienten {\displaystyle I_{\beta +1}/I_{\beta }} C*-Algebren mit stetiger Spur sind. Das verschärft die oben mittels Kompositionsreihen gegebene Charakterisierung.
- Eine postliminale C*-Algebra {\displaystyle A} ist genau dann liminal, wenn jeder Punkt in {\displaystyle {\hat {A}}\cong {\mbox{Prim}}(A)} abgeschlossen bzgl. der Zariski-Topologie ist, das heißt wenn das Spektrum {\displaystyle {\hat {A}}} ein T1-Raum ist.